# Лисково (Митищинський міський округ)
Лиско́во (рос. Лысково) — присілок у складі Митищинського міського округу Московської області, Росія.

## Населення
Населення — 130 осіб (2010; 48 у 2002).
Національний склад (станом на 2002 рік):
- росіяни — 100 %